# Атакишиев, Интигам Вахид оглы
Интигам  Вахид оглы Атакишиев (азерб. İntiqam Vahid oğlu Atakişiyev; 7 апреля 1974, Тюнтюль) — азербайджанский военный. Национальный Герой Азербайджана (1995).

## Биография
Интигам Атакишиев родился 7 апреля 1974 года в селе Тюнтюль ныне Габалинского района Азербайджанской ССР. В 1991 окончил среднюю школу в родном селе.
В 1992 году призван в ряды азербайджанской армии. Активно проявляет себя в ходе Карабахской войны, участвуя в боях под Агдамом, Губадлы, Тертером и в других местах конфликта. Во время боевых действий на Муровдаге получает ранение, по выздоровлении снова возвращается на фронт.
В марте 1995 года участвует в подавлении антиправительственного мятежа.
В том же году оканчивает Азербайджанское высшее военное училище имени Гейдара Алиева.
А в 1997 году в знак признания его заслуг командование направляет Интигама на высшие курсы турецкой жандармерии.
В настоящее время на службе в рядах Государственной пограничной службы Азербайджана.

### Семейное положение
Женат. Имеет двух детей.

## Награды
- Указом Президента Азербайджанской Республики от 4 апреля 1995 года Интигаму Вахид оглы Атакишиеву присвоено почётное звание Национального Героя Азербайджана[3].
- Орден «За службу Отечеству» III степени (16 августа 2019 года) — за отличие при выполнении служебных обязанностей[4].